# Колодяжний Андрій Йосифович
Андрій Йосифович Колодяжний — підполковник ЗСУ, з 2025-го року командир 53-ї механізованої бригади, лицар Ордену Богдана Хмельницького ІІІ ступеня 

## Життєпис
У 2022-му році був командиром роти і брав участь у звільненні Київщини у складі 14 ОМБр за що був нагороджений Орденом Богдана Хмельницького ІІІ ступеня. Брав участь у знищенні російських колон техніки в Макарівському районі 
До призначення на посаду командира бригади, в травні 2025-го року, служив начальником штабу 53 ОМБр 